# Ноах Гал Гендлер
Ноах Гал Гендлер е изрелски дипломат.

## Кариера
- 1986 – магистър по политически науки
- 1997-2002 – посланик Узбекистан
- 2006 – посланик в България